# Uniontown (Pensilvânia)
Uniontown é uma cidade localizada no estado norte-americano de Pensilvânia, no Condado de Fayette.

## Demografia
Segundo o censo norte-americano de 2000, a sua população era de 12.422 habitantes.
Em 2006, foi estimada uma população de 11.853, um decréscimo de 569 (-4.6%).

## Geografia
De acordo com o United States Census Bureau tem uma área de
5,3 km², dos quais 5,3 km² cobertos por terra e 0,0 km² cobertos por água. Uniontown localiza-se a aproximadamente 338 m acima do nível do mar.

## Localidades na vizinhança
O diagrama seguinte representa as localidades num raio de 12 km ao redor de Uniontown.